# Екатеринодарское духовное училище
Екатеринода́рское духо́вное училище — среднее специальное учебное заведение Екатеринодарской епархии Русской православной церкви, действовавшее с 1818 по 1918 годы в городе Екатеринодаре в Российской империи.

## История
Училище было открыто в августе 1818 года по инициативе «первого просветителя Черномории», войскового протоиерея Кирилла Россинского и являлось одним из старейших учебных заведений в городе.
В конце 1860-х годов училище расположилось в нескольких принадлежавших учебному заведению деревянных зданиях «против Екатерининского переулка».
В начале 1880-х годов деревянный училищный дом был продан на слом, а занятия проходили в здании на углу улиц Котляревской и Екатерининской. На месте сломанного, было построено новое двухэтажное кирпичное здание. Кроме этого училище имело больницу на 20 мест, спальный корпус, домовую Кирилло-Мефодиевскую церковь и другие помещения. За училищным двором начинался сад, спускавшийся к Карасуну.
Домовой храм, устроенный на втором этаже здания на пожертвования купца первой гильдии Николая Канивецкого и почётной гражданки города Елены Якунинской, был освящён в 1886 году в честь святых Кирилла и Мефодия.
1 сентября 1919 года, согласно постановлению Кубанского епархиального собрания депутатов от духовенства, Екатеринодарское духовное училище было преобразовано в Кубанскую епархиальную гимназию. При генерале А. И. Деникине в помещении гимназии расположилось Константиновское военное училище, а после установления советской власти на Кубани в марте 1920 года, гимназия была закрыта.
Позднее в здании находился госпиталь, потом была вновь открыта школа, а вслед за этим детоприёмник на 500 детей.
Летом 1921 года здание училища передали Кубанскому политехническому институту. В 1922 году имущество домового храма было продано, а средства направлены на помощь голодающим Поволжья.
Во время Второй мировой войны здание сильно пострадало и в начале 1950-х частично реконструировано под комплекс нефтяного техникума, ставшего позже монтажным.
В сохранившейся части старого здания после восстановления располагалась школа ФЗО № 2 и спортивное общество «Трудовые резервы», имевшее здесь большой зал и комнаты для занятий боксом, борьбой, шахматами.
В 1957 году в здании был открыт детский кинотеатр «Смена», а позднее, после реставрации, — муниципальный молодёжный театр творческого объединения «Премьера» (бывший ТЮЗ).

## Смотрители
- протоиерей Кирилл Россинский (20 октября 1818—1820, 1823 — 12 декабря 1825)
- Василий Фёдорович Золотаренко (1840—1847)
- Иван Николаевич Покровский (1863—1865)
- протоиерей Семеон Алексеевич Кучеровский (2 сентября 1865 — уп. 1869)
- Александровский (1870-е)
- титулярный советник Авраам Иванович Месяцев (в 1881 и. о. смотрителя), учитель катехизиса и церковного устава
- Алексей Петрович Смелков (упом. 1890—1908)
- Никандр Дмитриевич Тихомиров (упом. 1915—1916)